# Pogo (Website)

Pogo.com ist eine Internetseite, die Casual Games kostenlos zum Spielen anbietet. Neben der ursprünglichen amerikanischen Seite existieren mittlerweile auch französische und britische Varianten. Die deutsche Plattform wurde zum 5. August 2012 geschlossen. Betrieben wird die Seite vom US-amerikanischen Spielesoftwarekonzern Electronic Arts.
Laut Daten der Internet-Marktforschungfirma comScore vom April 2008 ist Pogo in den USA Nummer 1 der unabhängigen Online-Spieleplattformen. Die Website zählt monatlich weltweit über 14 Millionen Einzelbesucher, die dort täglich durchschnittlich mehr als 69 Minuten pro Tag spielen. Darüber hinaus zählt pogo.com zu den meistbesuchten Websites überhaupt in Nordamerika und liegt derzeit laut Nutzungsdaten von Alexa Internet in den USA auf Rang 40 und in Kanada auf Rang 48 (Stand: 4. April 2009), mit Spitzenwerten unter den Top-30.

## Möglichkeiten
Pogo umfasst insgesamt über 100 unterschiedliche Spiele aus den Bereichen Puzzlespiele, Wortspiele, Kartenspiele, Brettspiele, Kasinospiele sowie Arcade- und Sportspiele. Diese können je nach Variante alleine oder auch mit einem oder mehreren Gegnern gespielt werden. Darüber hinaus bietet Pogo über den VIP-Bereich Club Pogo eine ganze Reihe an zusätzlichen Funktionalitäten, so u. a. zusätzliche Spiele, keine Werbeunterbrechungen, ein privates Chatsystem sowie exklusive Avatare an. Der VIP-Bereich Club Pogo zählt mehr als 1,62 Millionen Mitglieder.

## Sonstiges
Jedes Mitglied verfügt über einen „Pogo Mini“, der eine Art Avatar für den Spieler darstellt. Die durch das Nutzen der Spiele erworbenen Token können verwendet werden, um Extras für diesen Mini freizuschalten. Über den sogenannten Pogo-Kurier können sich Spieler über Neuigkeiten auf der Website informieren. Ebenfalls lassen sich Freunde und Gleichgesinnte, die auf der Seite angemeldet sind, in eine Freundesliste eintragen. Das Erstellen einer individuellen Profilseite inklusive eines eigenen Gästebuchs ist eine weitere Funktion. Während des Spielens ist es möglich, mit menschlichen Mitstreitern, die sich im gleichen Spielraum befinden, zu chatten. Aufgrund einer Kooperation zwischen Hasbro und Electronic Arts sind einige bekannte Hasbro-Brettspiele, darunter Monopoly, Yahtzee und Trivial Pursuit kostenlos und exklusiv auf Pogo spielbar.